# رشيد حشيشي
رشيد حشيشي من مواليد  24 أبريل 1964,في مدينة تبسة. يشغل منصب مدير عام لشركة سوناطراك.

## سيرته
ولد رشيد حشيشي في 24 أبريل 1964، في مدينة تبسة، الواقعة في شرق الجزائر على الحدود مع تونس. ولد في أسرة متوسطة الحال، حيث برزت منذ صغره علامات الحب للدراسة. 

### طفولته ونشوءه
نشأ في بيئة متواضعة، حيث نمت قيم الالتزام والتفوق العلمي جنبًا إلى جنب مع حبه للرياضة.

### سنوات الشباب
تألق في دراسته وبرع في العلوم والرياضيات خلال فترة تكوينه الأكاديمي.

### نجاحه في ميدان العمل
تخرّج من المعهد الوطني للهيدروكربونات والكيمياء (INH) ببومرداس في عام 1987، وانطلق في مسيرته المهنية مع سوناطراك، حيث شغل مناصب هندسية وإدارية متقدمة.
هذا هو بداية مشوار رشيد حشيشي الرائع، حيث نستعرض في الأقسام القادمة تفاصيل حياته وتعليمه وإسهاماته في عالم صناعة النفط والغاز.

## تحصيله العلمي

### التميز الأكاديمي
حصل رشيد حشيشي على شهادة مهندس دولة في هندسة البترول والغاز من المعهد الوطني للهيدروكربونات والكيمياء (INH) ببومرداس في عام 1987. دراسته هناك كانت مميزة، حيث برزت معرفته بالهندسة والتكنولوجيا.

### تخصصه في هندسة البترول والغاز
قسم دراسته نحو هندسة البترول والغاز، ما منحه أسسًا قوية لتفهم عمق صناعة النفط والغاز وكيفية استخدام تكنولوجيا الاستكشاف والاستخراج بكفاءة.

### الخبرة العلمية والعملية
درس لمدة خمس سنوات في المعهد، متألقًا بأدائه ومشاركته في الأنشطة العلمية والثقافية. حصل على شهادة مهندس دولة بتقدير ممتاز، مؤكدًا تميزه في مجال هندسة البترول والغاز.
تحوّلت تلك السنوات الدراسية إلى مرحلة من النمو الشخصي والتخصص العلمي، وكانت البداية الفعلية لمسيرته المهنية اللامعة في عالم صناعة الطاقة.

## مهام ووظائف رشيد حشيشي
بدأت رحلة المهندس رشيد حشيشي في عالم صناعة النفط والغاز فور تخرجه من المعهد الوطني للهيدروكربونات والكيمياء (INH). بدأ حياته المهنية كمهندس في حقول البترول في جنوب الجزائر، وتحديدًا في المناطق الغنية بالموارد الطبيعية.
تنقل حشيشي بين مواقع عمل متعددة، من حاسي مسعود وحاسي رمل إلى برج باجي مختار. خلال تلك الفترة، قاد مشاريع وأنشطة متنوعة متعلقة بإدارة وتشغيل وصيانة معدات الإنتاج والتخزين والنقل في صناعة النفط والغاز.
تطور مساره المهني بشكل ملحوظ حيث قضى 27 عامًا في مناصب متنوعة، بدءًا من المراحل الهندسية كمهندس في حقول البترول، ثم رئيس مصلحة، ورئيس قسم، وصولًا إلى مناصب إدارية مرموقة.

### مهندس بحقول البترول (9 سنوات)
في بداية مساره، شغل حشيشي منصب مهندس في حقول البترول بجنوب الجزائر. قاد فرقًا هندسية وشارك في تنظيم وتحسين عمليات الإنتاج.

### رئيس مصلحة (8 سنوات)
تقلد حشيشي منصب رئيس مصلحة، حيث كانت لديه مسؤولية إشرافية أكبر ودور أكثر تنظيمًا في العمليات اليومية.

### رئيس قسم (8 سنوات)
تقدم في مساره ليصبح رئيسًا لقسم، حيث كان يدير أقسامًا فنية مختلفة ذات تخصصات متعددة.

### مدير جهوي للإنتاج (5 سنوات)
شغل منصب مدير جهوي للإنتاج، حيث كان لديه دور إداري كبير في تنظيم الأنشطة الإنتاجية بالمنطقة.
رشيد حشيشي أظهر خلال مسيرته العديد من المهارات القيادية والتنظيمية، حيث أسهم في تطوير العمليات وتحسين الكفاءة في مجال صناعة النفط والغاز.

## مسيرة رشيد حشيشي في إدارة سونطراك
- عين السيد عبد القادر بن صالح رئيس الدولة هذا الثلاثاء 23 افريل 2019 السيد رشيد حشيشي في وظيفة رئيس-مدير عام لمجمع سوناطراك خلفا للسيد عبد المؤمن ولد قدور.
- تم إنهاء مهام رشيد حشيشي كرئيس لشركة سوناطراك في 14 نوفمبر 2019.[5]
- تم تعيين رشيد حشيشي مرة أخرى كرئيس لشركة سوناطراك في 2 أكتوبر 2023، خلفا لتوفيق حكار.[6]